# De Wiershoeck
Stadsboerderij De Wiershoeck is een stadslandbouwproject aan de Beijumerweg in de wijk Beijum in de stad Groningen. De gelijknamige stichting beoogt mensen een zinvolle tijdsbesteding te bieden met activiteiten en werk in en rond de boerderij. Vrijwilligers zorgen voor structuur en ondersteuning. In 2022 waren er per week ongeveer 40 deelnemers actief.
Het werkaanbod - dat bedoeld is voor mensen met een verschillende achtergrond - bestaat uit werk in de tuinen, houtwerkplaats, creatieve werkplaats, keuken en huishouden, bijenstal en bloemisterij. Bij de boerderij bevinden zich meerdere biologische bloemen- en groentetuinen. In de boerderij zijn onder andere een natuurvoedingswinkel, een keramiekatelier, een acupunctuurpraktijk en een kruidencentrum gevestigd.
Uit gemeentelijk onderzoek naar de bijdrage van algemene voorzieningen aan sociale samenhang binnen de participatiesamenleving kwam naar voren dat De Wiershoeck in positieve mate bijdroeg aan deze sociale samenhang.

## Locatie
De Wiershoeck ligt in het Groene Hart van de wijk Beijum (Groningen-Noordoost) aan de Beijumerweg. De stadsboerderij ligt naast Schooltuin Beijum. Samen liggen ze in een historisch landschap met oude boerderijen die tot woonboerderij zijn omgebouwd. Het gebied is verder bebouwd met een wijk uit de jaren 1970.

## Geschiedenis
Stadsboerderij De Wiershoeck ging van start in 1980 op een stuk terrein van een kwart hectare aan de Veenweg in Groningen-zuid. Het verhuisde in 1983 naar de wijk Beijum, waar ze op een halve hectare verder konden.
Het buurtschap Beijum kende oorspronkelijk een agrarisch karakter, met boerderijen en arbeiderswoningen langs de Beijumerweg. Tijdens de bevrijding in 1945 werd het woonhuis bij een pelsdierfokkerij aan de Beijumerweg verwoest. De bijbehorende schuur bleef behouden. In 1977 begon de aanleg van de wijk Beijum. Daarbij werd de Beijumerweg grotendeels ongemoeid gelaten om het historische landschap en de bestaande bebouwing te behouden. Hoewel enkele boerderijen verdwenen, bleven de meeste bestaan en kregen zij voornamelijk een woonfunctie.
In 1983 vestigde Stadsboerderij De Wiershoeck in het pand aan de Beijumerweg 20, waarin voorheen genoemde pelsdierfokkerij zat. Het huidige woonhuis bij dit complex werd in 1984 gerealiseerd, terwijl de oorspronkelijke schuur uit de fokkerijperiode bewaard is gebleven. Een wandeling over de Beijumerweg biedt nog steeds een indruk van het vroegere buurtschap Beijum.
In 2025 nam stichting WerkPro (een sociale organisatie voor werk en dagbesteding) de zorgactiviteiten en bedrijfsvoering van De Wiershoeck over.

## Meer lezen
- Kramer, Robin, Bloeiruimten. Noorderbreedte (14 oktober 2021).